# Cikalove, Velîka Oleksandrivka
Cikalove (în ucraineană Чкалове) este localitatea de reședință a comunei Cikalove din raionul Velîka Oleksandrivka, regiunea Herson, Ucraina.

## Demografie
Componența lingvistică a localității Cikalove
     Ucraineană (93,35%)
     Rusă (4,14%)
     Română (1,92%)
     Alte limbi (0,3%)
Conform recensământului din 2001, majoritatea populației localității Cikalove era vorbitoare de ucraineană (93,35%), existând în minoritate și vorbitori de rusă (4,14%) și română (1,92%).